# O home e o can
O home e o can és una pel·lícula gallega del 2022 dirigida per Ángel de la Cruz. És protagonitzada per Manuel Manquiña i Paula Chaves. A la 21a edició dels Premis Mestre Mateo va ser nominat en quatre categories, millor pel·lícula, millor actor (Manquiña), millor guió i millor fotografia, però al final no va guanyar cap premi.

## Sinopsi
En Manuel és un home amb discapacitat intel·lectual que viu sol amb el seu gos en un poble. Un accident l'obliga a anar a la ciutat a la recerca d'un veterinari. Allà coneixerà la Paula, que intenta fugir de casa seva.

## Personatges
- Manuel Manquiña com a Manuel
- Paula Chaves com a Paula
- Estíbaliz Vega com a Maria
- Vicente Montoto com a Francisco
- Gonzalo Uriarte com a Emilio
- Denís Gómez com a Xosé
- Isabel Blanco com a Marta
- Víctor Fabregas